# George Frederick Root

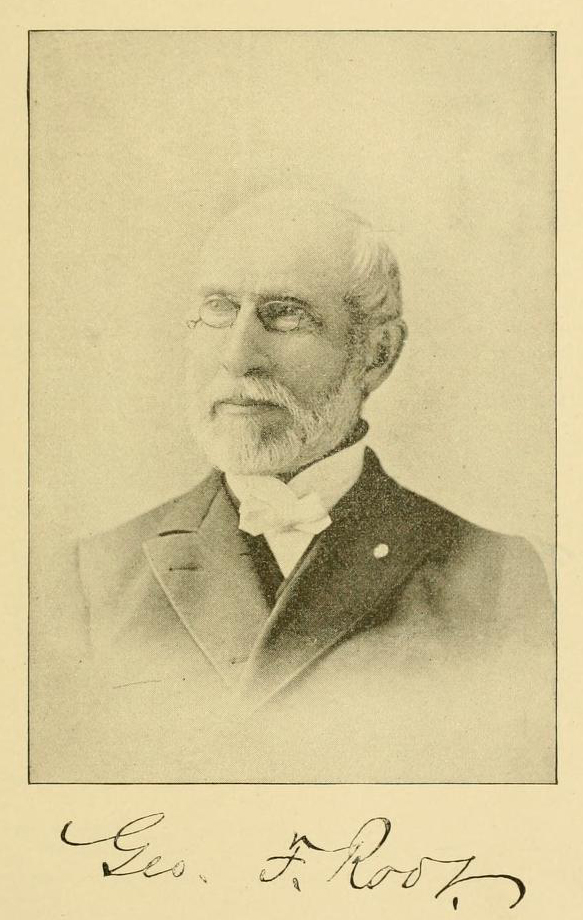
George Frederick Root

George Frederick Root (auch: G. Friedrich Wurzel, * 30. August 1820 in Sheffield, Massachusetts; † 6. August 1895 auf Bailey Island, Maine) war ein US-amerikanischer Komponist und Musikpädagoge.

## Leben
Root hatte Klavierunterricht bei George J. Webb und wirkte ab seinem achtzehnten Lebensjahr als Musiklehrer in Boston. 1845 ging er nach New York, wo er als Organist an der Church of the Strangers und als Musiklehrer am Abbott Institute for Young Ladies wirkte. 1850 unternahm er eine Studienreise nach Paris.
Nach seiner Rückkehr veröffentlichte er ab 1851 - teils unter dem Pseudonym Wurzel - Lieder. Seine ersten erfolgreichen Lieder waren The Hazel Dell (1853) und Rosalie, The Prairie Flower (1855). Ab 1853 arbeitete er mit New Yorker Liedautoren wie Mary S. B. Dana (Free As a Bird), Frances Jane Crosby (There’s Music in the Air) und Reverend David Nelson (The Shining Shore) zusammen. Mit William Batchelder Bradbury gründete er das New York Normal Institute zur Ausbildung von Musiklehrern.
1859 übersiedelte er nach Chicago, wo sein jüngerer Bruder Ebenezer Towner Root eine Musikalienhandlung betrieb. Unter dem Eindruck des Amerikanischen Bürgerkrieges komponierte Root fast dreißig Kriegslieder, von denen einige – wie Tramp! Tramp! Tramp!, The Vacant Chair, Just Before the Battle, Mother und Battle Cry of Freedom – sehr populär wurden.
Für seine Verdienste um den Musikunterricht und seine Kompositionen verlieh ihm die University of Chicago 1875 einen Ehrendoktortitel. Neben zahlreichen Liedern komponierte Root auch Chorwerke und Kantaten (The Flower-Queen, 1852, The Haymakers 1857) und verfasste eine Klavier- und eine Orgelschule, Handbücher für Harmonielehre und Musikpädagogik und viele Artikel für musikalische Zeitschriften. Auch sein Sohn Frederic Woodman Root wurde als Komponist bekannt.